# Eleição municipal de Florianópolis em 2008
A eleição municipal da cidade brasileira de Florianópolis em 2008 ocorreu em 5 de outubro de 2008. Sete candidatos participaram da eleição, entre eles o atual prefeito na época Dário Berger, do PMDB, que tentou a sua reeleição.
No primeiro turno nenhum candidato atingiu a maioria dos votos válidos (50%+1 voto) para se eleger, Dário ficou em primeiro com 39,80%, enquanto Esperidião Amin, do PP, ficou com 25,33% dos votos. O terceiro e o quarto lugar nas eleições ficaram respectivamente com Cesar Souza Junior (DEM), com 30.834 votos equivalente a 13,05%, seguido por Angela Albino (PC do B), com 29.537 votos que equivaliam 12,50% do eleitorado. 
No segundo turno, que ocorreu no dia 26 de outubro de 2008, Dário Berger se reelegeu com 57,68% dos votos, sendo o seu segundo mandato consecutivo à frente da capital catarinense, e seu quarto mandato de prefeito seguido, posto que ele havia sido eleito por duas vezes prefeito de São José, Santa Catarina entre os anos de 1996 e 2004.

## Antecedentes
Em agosto de 2007 o Ministério Público do Trabalho, através do procurador Marcelo José Ferlin D'Ambrosio, pediu o afastamento do prefeito Dário Berger devido à contratação irregular de 400 servidores sem a devida realização de concurso público, as vagas eram na área da saúde para os cargos de agentes de saúde e agentes de combate às endemias e outros cargos relacionados aos programas sociais conveniados do Município.
De acordo com investigações do Ministério Público do Trabalho, a Secretaria de Saúde vinham realizando contratações sem concurso, através da terceirização irregular de serviços de agentes de saúde por meio da AFLOV (Associação Florianopolitana de Voluntários), e sem licitação. Havia, também, prática abusiva e corriqueira de contratação irregular para falsos "comissionados" e falsos "ACT's" (admissões em caráter temporário), na Prefeitura, em prejuízo do concurso público. A ação cita ágio nos repasses de verbas públicas à AFLOV, para pagamento dos terceirizados, sendo que estes não recebiam o piso salarial devido.
Depois de confirmar irregularidades e realizar audiências com o Prefeito, o Secretário de Saúde e a Câmara de Vereadores para resolver a questão, sem chegar as provas de que os contratos ocorreram regularmente, o MPT elencou mais de 20 pedidos à Justiça do Trabalho, em caráter liminar, para obrigar o Município a regularizar as contratações.
As contratações foram realizadas através da AFLOV, que era presidida pela esposa de Dário Berger, Rosemeri Berger. Caso fossem condenados, as cifras das penas poderiam atingir a marca de 40 milhões de reais, dentre danos morais coletivos, ressarcimento ao erário e multa civil, podendo ter seus direitos políticos suspensos.

## Candidatos
|  | Nº | Candidato(a) a prefeito | Candidato(a) a prefeito                          | Candidato(a) a vice-prefeito | Candidato(a) a vice-prefeito                      | Coligação |
|  | -- | ----------------------- | ------------------------------------------------ | ---------------------------- | ------------------------------------------------- | --- |
|  | 11 |                         | Esperidião Amin (PP) Esperidião Amin Helou Filho |                              | Renato Marques (PTB) Paulo Renato Marques Souza   | Amo Florianópolis - Partido Progressista (PP) - Partido Trabalhista Brasileiro (PTB) |
|  | 13 |                         | Nildão (PT) Nildomar Freire Santos               |                              | Gérson Antônio Basso (PV) Gerson Antonio Basso    | Compromisso com Florianópolis - Partido dos Trabalhadores (PT) - Partido Verde (PV) |
|  | 15 |                         | Dário Berger (PMDB) Dário Elias Berger           |                              | João Batista (PR) João Batista Nunes              | O Trabalho Continua - Partido do Movimento Democrático Brasileiro (PMDB) - Partido da República (PR) - Partido Republicano Brasileiro (PRB) - Partido Social Cristão (PSC) - Partido Renovador Trabalhista Brasileiro (PRTB) - Partido Socialista Brasileiro (PSB) - Partido Humanista da Solidariedade (PHS) - Partido Republicano Progressista (PRP) |
|  | 16 |                         | Joaninha (PSTU) Joaninha de Oliveira             |                              | Rosane de Souza (PSTU) Rosane de Souza            | Sem coligação - Partido Socialista dos Trabalhadores Unificado (PSTU) |
|  | 25 |                         | César Souza Júnior (DEM) César Souza Júnior      |                              | Dr. Juca (PSDB) Walter da Luz                     | Vai mudar pra melhor - Democratas (DEM) - Partido da Social Democracia Brasileira (PSDB) - Partido Popular Socialista (PPS) |
|  | 50 |                         | Afrânio Boppré (PSOL) Afrânio Tadeu Boppré       |                              | Lauriano Teixeira (PSOL) Aílton Lauriano Teixeira | Sem coligação - Partido Socialismo e Liberdade (PSOL) |
|  | 65 |                         | Angela Albino (PCdoB) Ângela Albino              |                              | Tico Lacerda (PDT) Aderbal Lacerda da Rosa        | Inovar Florianópolis! - Partido Comunista do Brasil (PCdoB) - Partido Democrático Trabalhista (PDT) |

## Resultados da eleição para prefeito
| Candidato(a)                        | Vice                     | 1º Turno 5 de outubro de 2008 | 1º Turno 5 de outubro de 2008 | 2º Turno 26 de outubro de 2008 | 2º Turno 26 de outubro de 2008 |
| Candidato(a)                        | Vice                     | Votação                       | Votação                       | Votação                        | Votação                        |
| Candidato(a)                        | Vice                     | Total                         | Porcentagem                   | Total                          | Porcentagem                    |
| ----------------------------------- | ------------------------ | ----------------------------- | ----------------------------- | ------------------------------ | ------------------------------ |
| Dário Berger (PMDB)                 | João Batista (PR)        | 94.077                        | 39,80%                        | 129.969                        | 57,68%                         |
| Esperidião Amin (PP)                | Renato Marques (PTB)     | 59.858                        | 25,33%                        | 95.369                         | 42,32%                         |
| César Souza Júnior (DEM)            | Dr. Juca (PSDB)          | 30.834                        | 13,05%                        | Não participaram               | Não participaram               |
| Angela Albino (PCdoB)               | Tico Lacerda (PDT)       | 29.537                        | 12,50%                        | Não participaram               | Não participaram               |
| Nildomar Freire (PT)                | Gérson Basso (PV)        | 16.172                        | 6,84%                         | Não participaram               | Não participaram               |
| Afrânio Boppré (PSOL)               | Lauriano Teixeira (PSOL) | 4.772                         | 2,02%                         | Não participaram               | Não participaram               |
| Joaninha de Oliveira Johnson (PSTU) | Rosane de Souza (PSTU)   | 1.100                         | 0,47%                         | Não participaram               | Não participaram               |
| Total de votos válidos              | Total de votos válidos   | 236.350                       | 100,00%                       | 225.338                        | 100,00%                        |
| Votos apurados                      |                          |                               |                               |                                |                                |
| Votos válidos                       | Votos válidos            | 236.350                       | 92,94%                        | 225.338                        | 90,84%                         |
| Votos em branco                     | Votos em branco          | 5.876                         | 2,31%                         | 5.888                          | 2,37%                          |
| Votos nulos                         | Votos nulos              | 12.090                        | 4,75%                         | 16.827                         | 6,78%                          |
| Total de votos apurados             | Total de votos apurados  | 254.316                       | 100,00%                       | 248.053                        | 100,00%                        |
| Eleitores                           |                          |                               |                               |                                |                                |
| Comparecimento                      | Comparecimento           | 254.316                       | 84,22%                        | 248.053                        | 82,15%                         |
| Abstenções                          | Abstenções               | 47.651                        | 15,78%                        | 53.914                         | 17,85%                         |
| Total de eleitores                  | Total de eleitores       | 301.967                       | 100,00%                       | 301.967                        | 100,00%                        |
| Total de seções: 791                |                          |                               |                               |                                |                                |

### Dário Berger - O prefeito reeleito
Dário Berger foi eleito prefeito pela quarta vez consecutiva, foi a segunda vez à frente da capital catarinense. Antes, ele havia sido prefeito por dois mandatos em São José, cidade da região metropolitana de Florianópolis. Esperidião Amin, por sua vez, foi derrotado pela terceira vez consecutiva em eleições. 
Em entrevista concedida para a TV RBS, logo após saber do resultado, Berger disse que já contava com a vitória. O prefeito reeleito acompanhou a apuração na casa do governador Luiz Henrique da Silveira, que pertencia ao mesmo partido. Em entrevista à rádio CBN/Diário, Luiz Henrique afirmou que havia a possibilidade de Berger ser indicado para concorrer ao governo do estado em 2010.
“Dário Berger é nome forte para qualquer coisa e será objeto de pesquisa dentro do partido”, disse Luiz Henrique em entrevista para a rádio CBN/Diário. O primeiro governador reeleito da história de Santa Catarina sinalizou que deveria deixar o cargo no início de 2010 para disputar uma vaga no Senado Federal, o qual foi eleito em 03 de outubro de 2010.
 
Berger disse que queria "escrever seu nome na história" de Florianópolis. “Nós temos muitos projetos pela frente. Precisamos resolver o problema do trânsito, do transporte coletivo, saneamento, educação, saúde, tudo explicitado no nosso programa de governo, que agora com o apoio do governador e do governo federal, eu não tenho nenhuma dúvida que vou escrever meu nome na História de Florianópolis, como um dos melhores e maiores prefeitos de toda a História”, disse ele.

### Vereadores
Os eleitores Florianópolis elegeram em outubro de 2008, 16 vereadores para mandato de 2009 a 2012 na Câmara Municipal da capital catarinense. Alguns candidatos possuem mais votos que outros e acabam por não serem eleitos, isso se deve ao fato da conta ser feita através do quociente eleitoral, que é o número total de votos dividido pelo número total de vagas disponíveis. Vale lembrar que o eleitor pode, também, votar somente na legenda(partido) o qual preferir, para isso basta que ele digite somente os dois primeiros números que equivalem a legenda em questão.
| Gean Loureiro                   | 15650 | PMDB    | 7.680 |
| João Amin                       | 11911 | PP      | 6.271 |
| Renato Geske                    | 22051 | PR      | 4.295 |
| Deglaber Goulart                | 15369 | PMDB    | 4.114 |
| João Aurélio Valente Júnior     | 11611 | PP      | 3.678 |
| Edinon Manoel da Rosa           | 40123 | PSB     | 3.444 |
| João da Bega Itamar da Silveira | 15690 | PMDB    | 3.394 |
| Jaime Tonello                   | 25123 | DEM     | 3.372 |
| Dalmo Deusdedit Meneses         | 11234 | PP      | 3.298 |
| Erádio Manoel Gonçalves         | 25633 | DEM     | 3.241 |
| César Luiz Belloni Faria        | 25200 | DEM     | 3.087 |
| Alceu Nieckarz                  | 10123 | PRB     | 3.081 |
| Márcio José Pereira de Souza    | 13690 | PT      | 3.075 |
| Asael Pereira                   | 40000 | PSB     | 2.811 |
| Guilherme Pereira de Paulo      | 25100 | DEM     | 2.805 |
| Celso Francisco Sandrini        | 15015 | PMDB    | 2.684 |
| Onildo Henrique de Lemos        | 22122 | PR      | 2.645 |
| Norberto Stroisch Filho         | 15151 | PMDB    | 2.629 |
| Alba Terezinha Schilichting     | 25001 | DEM     | 2.552 |
| Alexandre Filomeno Fontes       | 11100 | PP      | 2.510 |
| Marcos Aurélio Espíndola        | 23122 | PPS     | 2.473 |
| Lino Fernando Bragança Peres    | 13333 | PT      | 2.423 |
| Ricardo Camargo Vieira          | 65555 | PC do B | 2.337 |

| Votantes        | Votantes        | 254.316 | 84,22% |
| Abstenção       | Abstenção       | 47.651  | 15,78% |
| Votos válidos   | Votos válidos   | 230.449 | 90,62% |
| Votos nulos     | Votos nulos     | 12.669  | 4,98%  |
| Votos em branco | Votos em branco | 11.198  | 4,40%  |
| Total           | Total           | 301.967 | 100%   |
| --------------- | --------------- | ------- | ------ |